# Hebdomeros
Hebdomeros est une épopée de Giorgio De Chirico (1888-1978), publiée en 1929 à Paris. Par la suite, cet ouvrage a été réédité par 21 maisons d'édition (la dernière parution datant de 2017) et traduit en huit langues.

## Historique
La première édition de l'ouvrage d'Hebdomeros est publiée en 1929 à Paris, en langue française et sous le titre « Hebdomeros. Le peintre et son génie chez l'écrivain », aux éditions du Carrefour dans la collection Bifur. Le tirage de cette édition limitée à 2 798 exemplaires numérotés est réalisée en 10 exemplaires sur Papier japon, 288 exemplaires sur Papier hollande et 2 500 sur papier Alfa mousse. Un extrait avait paru dans le numéro 2 de Bifur en juillet 1929. Le sous titre disparaît dans l'édition de 1964 (Hebdomeros, Flammarion, coll. « L'Âge d'or », 1964).
L'édition de Bestetti Edizioni d'arte de Carlo Bestetti (it), en 1972, est la dernière publiée du vivant de l'auteur. Des illustrations de l'auteur sont publiées comme prospectus d'annonce pour la parution de cet ouvrage.
Une rétrospective historique des traductions et des publications couvrant la première année édition (1929) et allant jusqu'à l'édition de 1992 est publiée dans le cadre d'un projet de recherche élaboré en 2011 pour le séminaire des cycles supérieurs du professeur Michael Golston, intitulé « The Poetics of Surrealism », auprès de l'Université Columbia (New York).

## Critiques
- L'introduction de Monique Chefdor (Maître de conférences en littérature comparée)[7] dans l'article « Hebdomeros ou l'“inutilité nécessaire” », publié en 1986, reporte :
« À cet égard, Hebdoremos, fantaisie autobiographique de Giorgio De Chirico, fait figure de paradoxe. Si relativement peu d'études lui ont été consacrées, sa place hors ligne dans le cadre de la littérature surréaliste ne fut jamais mise en doute. Or, compte tenu de l'opposition de Giorgio De Chirico à ce qu'il appelait le désordre des avant-gardes - opposition déjà vieille de dix ans quand Hebdoremos paraît en 1929 puisqu'elle remontait à son adhésion aux valeurs de groupe Valori plastici -, il est permis de s'interroger sur la portée de cette identification. Ne résulterait-elle pas simplement d'un constat rapide des aspects d'insolite, d'irrationnel qu'aucun des commentateurs de ce récit n'a manqué de souligner ? »[8]
- « L’un des livres les plus superbement personnels qui nous aient jamais été offerts. […] Je pense que l’on suivra avec ravissement les détours du beau rêve romantique qui prend la place de la banale existence à condition que l’on ne s’arrête pas à l’aspect superficiel de la réalité. Aller jusqu’au fond de l’ordinaire, c’est le secret et c’est la méthode de De Chirico comme de Kafka, et c’est le seul moyen efficace d’accéder à un univers fantastique ». André Pieyre de Mandiargues, Quatrième Belvédère, Gallimard, 1995, p. 79
- Lors de la parution de l'édition durant l'année 2004, Conrado Tostado[9] (traducteur) présente l'ouvrage à Université Métropolitaine Autonome (Mexique) et le décrit comme :
« un roman caniculaire et métaphysique, surréaliste et mythologique; de la mythologie contemporaine la plus respectable faite par un immense créateur de mythes. Brûlant pour agiter symboliquement et changeant comme les saisons chaudes des années. Il est circulaire et voluptueux dans différents temps et espaces. Surréaliste au-delà de l'écriture automatique qui a interpellé César Moro. Avec plaisir, nous devons parler de Hebdomeros dispersés, aussi dispersés que dans les rêves, la mythologie et ses champs infinis et sa métaphysique »[10].

## Éditions
(Liste classée par année d'édition croissante)
- 1929 : Hebdomeros, le peintre et son génie chez l'écrivain, Paris, Éditions du Carrefour, coll. « Bifur », 1929 (3 février 1930) (réimpr. 1969), br, jaq. ill., 253, in-16° (OCLC 462757618, BNF 31942474, SUDOC 100241980, présentation en ligne)[3]
- 1942 : (it) Ebdòmero, Milan, Éditions Bompiani, 1942, br, 217, 21 cm (OCLC 797568636, présentation en ligne)
- 1957 : (it) Ebdòmero : romanzo (Ed. sulla sovraccop. : All'insegna del Pesce d'oro Milan), Rome, Presso l'autore (IS), 1957, 190 p., 21 cm (OCLC 797455474)
- 1964 : (en) Hebdomeros : a novel (with an introd. by Margaret Crosland (en)), Londres, P. Owen (en), 1964 (réimpr. 1968), 128 p., 21 cm (OCLC 757456327, présentation en ligne)
- 1964 : Hebdomeros, Paris, Flammarion, coll. « L'Âge d'or », 1964, couv. ill. en coul., 235, 21 cm (OCLC 422238424, BNF 31942474, SUDOC 010066012, présentation en ligne)
- 1966 : (en) Hebdomeros (with an introduction by James A. Hodkinson), New York, The Four Seasons Book Society, 1966, 142 p., 20 cm (OCLC 444672817, présentation en ligne)
- 1969 : (de) Hebdomeros (trad. Brigitte Weidmann), Berlin, Henssel (de), 1969, 146 p., 23 cm (OCLC 760598136, présentation en ligne)
- 1970 : (ja) Ebudomerosu - エブドメロス (trad. Takashi Sasamoto (ja) 笹本孝), Tokyo, 思潮社 - Shichōsha (Communauté idéologique),‎ 1970 (réimpr. 1980, 1994), 209 p., 20 cm (ISBN 9784783727552, OCLC 674495341)
- 1971 : (it) Ebdòmero, Milan, Longanesi, coll. « Olimpia no 28 », 1971, 176 p., in-16 (EAN 2560015021301, OCLC 679994835, présentation en ligne)
- 1972 : (it) Hebdomeros, Rome, Bestetti Edizioni d'arte, 1972, lithogr. orig. & ill., 295, 41 cm (OCLC 799178770, présentation en ligne)
- 1973 : (nl) Hebdomeros (trad. Bertie Turksma-Heijmann, postface Laurens Vancrevel, pseud. van Laurens van Krevelen), Amsterdam, Meulenhoff & Co, coll. « Meulenhoffreeks no 31 », 1973, 158 p., 21 cm (ISBN 9789029001359, OCLC 63315995, présentation en ligne)
- 1977 : (es) Hebdomeros (trad. Josep Elías, préf. André Pieyre de Mandiargues), Barcelone, Ediciones del Cotal, 1977, 142 p., 18 cm (ISBN 9788473100038, OCLC 42521575, présentation en ligne)
- 1983 : Hebdomeros (préf. Henri Parisot (1908-1979)), Paris, Flammarion, coll. « L'Âge d'or », 1983, br, 130, 22 cm (ISBN 2-08-064520-X, OCLC 405651615, BNF 34715701, SUDOC 004761693, présentation en ligne)
- 1987 : (sv) Hebdomeros (trad. Torsten Ekbom (sv), Hebdoméroc), Stockholm, Galerie Blanche, coll. « Ekonstböcker no 5 (livres d'art) », 1987, 157 p., 21 cm (ISBN 9789197078511, OCLC 186149028, présentation en ligne)
- 1988 : (en) Hebdomeros : a novel (préf. John Ashbery, introduction by Margaret Crosland (en)), New York, PAJ Publications (en), 1988, ill., x, 133, 23 cm (ISBN 978-1555540302, OCLC 18170848, présentation en ligne)
- 1990 : (it) Ebdòmero (trad. Giorgio Manganelli), vol. 37, Gênes, Il melangolo (it), coll. « Opuscula », 1990, 119 p., 21 cm (ISBN 9788870181159, OCLC 652313470, présentation en ligne)
- 1992 : (en) Hebdomeros (trad. John Ashbery, with Dudron's Adventure and other metaphysical writings), Cambridge, Exact Chance, 1992, xiii, 258, 21 cm (ISBN 1-878972-06-5, OCLC 610268962, présentation en ligne, lire en ligne)
- 1999 : (it) Ebdòmero (scritto di Jole De Sanna e nota di Paolo Picozza), vol. 76, Milan, SE, coll. « Prosa e poesia del Novecento », 1999, ill, couv. ill., 130, 22 cm (ISBN 9788877104373, OCLC 799225414, présentation en ligne)
- 2003 : (it) Ebdòmero (con uno scritto di Jole De Sanna e una nota di Paolo Picozza), Milan, Abscondita, coll. « Carte d'artisti no 41 », 2003, couv. en coul., 175, 23 cm (ISBN 9788884165916, OCLC 799225414, présentation en ligne)
- 2004 : (es) Hebdomeros (trad. Conrado Tostado), México, Universidad Autónoma Metropolitana, coll. « Insospechables », 2004, 130 p., 20 cm (OCLC 651359497)
- 2009 : Hebdomeros (Hors collection), Paris, Flammarion, coll. « Écrits d'artistes 20e siècle », 2009, couv. ill. en coul., 144, 13,5 × 22,1 cm (ISBN 9782081225008, OCLC 470821792, présentation en ligne)
- 2014 : (es) Hebdómeros (trad. César Aira), Buenos Aires, Editorial Mansalva (es), 2014, br, 125, 22 cm (ISBN 9789871474776, OCLC 971707645, présentation en ligne)
- 2017 : (sv) Hebdoméroc (trad. Torsten Ekbom (sv)), Stockholm, Modernista (sv), 2017, br, 224, in-8° (ISBN 9789174997132, OCLC 941515107, présentation en ligne)

## Œuvres dérivées
- Marc Le Mené, Le songe d'Hebdomeros, photographies inspirées par le roman de Giorgio De Chirico, FRAC des Pays de la Loire, 1990.